# Маккормик, Нил
Нил Маккормик (англ. Neil McCormick, род. 31 марта 1961, Великобритания) — британский музыкальный журналист, писатель и телеведущий. Наиболее известен как музыкальный критик газеты The Daily Telegraph, для которой пишет с 1996 года. Также является ведущим музыкальной передачи «Neil Mccormick’S Needle Time» на британском телеканале Vintage TV. Маккормик долгое время дружит с участниками ирландской рок-группы U2, в сотрудничестве с которой выпустил книгу U2 by U2.

## Ранняя жизнь
Маккормик родился в Англии, позже его семья переехала в Шотландию, а затем в Ирландию. Учился в дублинской средней школе Маунт-Темпл параллельно со всеми будущими членами группы U2.

## Карьера
Брат Маккормика, Айвен, был одним из первых членов группы, которая позже стала известна как U2, однако он был исключён из состава через нескольких недель после её основания. В юности, Нил был автором песен и вокалистом в нескольких полупрофессиональных коллективах — Frankie Corpse & The Undertakers (1978), The Modulators (1978-79), Yeah!Yeah! (1980-83), и Shook Up! (1985-88). В 2004 году он записал свой единственный сольный альбом под названием Mortal Coil, под псевдонимом The Ghost Who Walks. Одна из песен этой пластинки, «Harm’s Way», была включена в сборник Мела Гибсона, Songs Inspired by the Passion of the Christ (2004), наряду с такими исполнителями как Боб Дилан, Леонард Коэн и Ник Кейв. Альбом Маккормика получил разгромную рецензию в журнале Uncut, рецензент которого поставил ему низшую оценку и назвал «лирической банальностью».
С 1978 года Маккормик работал в качестве журналиста в ирландском музыкальном журнале Hot Press. После неудачной попытки начать музыкальную карьеру он снова вернулся в журналистику в начале 1990-х, став главным редактором журнала British GQ (1991-96). С 1996 года является основным музыкальным критиком газеты The Daily Telegraph и постоянным гостем на теле- и радио-шоу Би-би-си в качестве эксперта по шоу-бизнесу.
В 2004 году были опубликовал мемуары Маккормика, посвящённые его неудачной музыкальной карьере — I Was Bono’s Doppelgänger (в США под названием Killing Bono). Элтон Джон назвал их «лучшей книгой, которую я когда-либо читал о попытках добиться успеха в музыкальном бизнесе». Мемуары были переведены на несколько языков. В 2011 году вышла экранизация этой книги — «Убить Боно», главные роли в котором исполнили актёры Мартин Маккэн и Бен Барнс, сыграв Боно и Маккормика соответственно. С декабря 2018 по январь 2019 года в лондонском Театре Сохо шла пьеса под названием «Chasing Bono», с Найлом Макнами (Маккормик) и Шейном О’Риганом (Боно) в главных ролях.
Маккормик выступил гострайтером автобиографии группы U2 U2 by U2, которая стала бестселлером в 2006 году (опубликованна издательством HarperCollins).
В 2019 году была выпущена ещё одна книга Маккормика — фантастический роман #Zero. В поддержку книги он выпустил сборник с песнями вымышленных музыкантов на сервисе Spotify и в Amazon.